# Церковь Рождества Пресвятой Богородицы (Самбор)
Це́рковь Рождества́ Пресвято́й Богоро́дицы — грекокатолическая церковь в городе Самбор Львовской области Украины.

## История
Возведена деревянной, не позднее 70-х годов XVI Века, в городе Самборе, (в составе Речи Посполитой), по великому соизволению русинам (пол. rusini), Королевы польской и Великой Княгини литовской Боны.
Это решение вызвало протесты и жалобы в мультиконфессиональной среде общины Самбора.
Тем не менее, «спор благополучно разрешается в пользу Господа», и возводится деревянная Церковь Рождества Пресвятой Богородицы, которая служила вплоть до 1738 года, а потом возводится каменная.
Каменный храм, сохранившийся до наших дней с незначительными перестройками и приделами, (см. фото) построен в 1738 году. Средства на возведение и проектирование пожертвовала семья богатых галицких шляхтичей Комарницких.
Архитектурная линия храма — простые и четкие формы. На фронтальном балконе и мансарде красуются статуи ангелов-хранителей . Внутренняя роспись выполнена художником-иконописцем Яблонским.
В церкви хранится почитаемая чудотворная икона Самборской Божьей Матери. Долгое время она была единственной на Украине признанной и уважаемой Католической церковью.
Храм широко известен и тем, что в нём покоятся фрагменты мощей Святого Валентина.
В 1913 году, по инициативе и при участии отца Франца Рабия был перестроен главный корпус церкви. С северной и южной сторон были пристроены две ниши с престолами: одна — Рождества Христова, а вторая — святого Валентина, под которой расположили небольшой стеклянный гроб с мощами святого
Мощи были переданы в дар городу Самбору 13 мая 1759 года Апостольской столицей в Риме, которые по утверждению Ю. Рабия, были эксгумированы на кладбище Святой Присцилы в Риме, где святой был священником и погиб мученической смертью около 270 года.
| Самбор. Церковь Рождества Пресвятой Богородицы |

## Статьи и публикации
- Анна Полегенько. Мощи Святого Валентина в Самборе помогают обрести счастье в любви // Багнет : информационное агентство. — 2010. — 10 февраля.
- М. Чикович. Самбірська чудотворна ікона Пресвятої Богородиці // Самбірсько-Дрогобицька єпархія : официальный сайт. — 2014. — 21 лютого. — Дата обращения: 15.07.2016.
- Сергей Карнаухов. Мощи святого валентина покоятся в храме города самбора львовской области // Факты и комментарии : интернет версия газеты. — 2005. — 11 февраля.